# Петухов, Николай Александрович
Николай Александрович Петухов (род. 8 августа 1938) — советский и российский военный судья, доктор юридических наук (2003), профессор (2003), генерал-полковник юстиции  (1993). 
Председатель Военной коллегии Верховного суда СССР (1989—1991). Председатель Военной коллегии Верховного Суда Российской Федерации (1992—2003) и заместитель Председателя Верховного Суда Российской Федерации (1999—2003). Заслуженный юрист Российской Федерации.

## Биография
Родился 8 августа 1938 года в селе Никольское Кузоватовского района Ульяновской области.
С 1953 по 1958 год обучался в Московском высшем общевойсковом командном училище и с 1961 по 1965 год в военно-юридическом факультете Военно-политической академии имени В. И. Ленина, которую закончил с отличием.
С 1958 по 1961 год проходил действительную военную службу на офицерских должностях в частях Вооружённых сил СССР. С 1965 по 1984 год в качестве  военного судьи служил в военном гарнизонном суде, военном окружном суде и судьи Военной коллегии Верховного суда СССР. С 1984 по 1989 год — председательствующий судебного состава Военной коллегии и член Верховного Суда СССР. 
С 1989 по 1991 год — председатель Военной коллегии Верховного суда СССР. С 1992 по 2003 год — председатель Военной коллегии Верховного Суда РФ и член Президиума Верховного суда Российской Федерации. Одновременно с 1999 по 2003 год являлся — заместителем Председателя Верховного суда Российской Федерации. Помимо основной деятельности являлся членом Научно-консультативного совета при Верховном Суде Российской Федерации. С 1991 по 2003 год являлся участником разработки и совершенствования российского военного, уголовного и  уголовно-процессуального законодательства, законодательства о военных судах и судебной власти. 
С 2003 года на педагогической работе в Российском государственном университете правосудия в качестве: с 2003 по 2014 год — заведующего кафедрой организации судебной и правоохранительной деятельности, с 2014 год — профессор и  заведующий Отделом проблем организации судебной и правоохранительной деятельности этого университета.

### Научно-педагогическая деятельность и вклад в уголовно-правовую систему
Основная научно-педагогическая работа Н. А. Петухова была связана с вопросами в области организации правоохранительной и судебной деятельности, военно-уголовного и правоохранительного законодательства, занимался исследованиями в области судебной власти, военной юстиции и военного права, аспектов военных отраслей права в сфере воздействия на преступления. Н. А. Петухов принимал участие в издании десяти научно-практических комментариев к федеральным законам, в том числе в Уголовный кодекс Российской Федерации, Уголовно-исполнительный кодекс Российской Федерации и Уголовно-процессуальный кодекс Российской Федерации. Н. А. Петухов являлся — академиком Международной академии информатизации и руководителем научного направления по вопросам оптимизации судебной деятельности в России по заказу Верховного Суда Российской Федерации. 
В 1998 году  защитил кандидатскую диссертацию на соискание учёной степени кандидат юридических наук на тему: «Осуществление судебной власти в Вооруженных силах Российской Федерации», в 2003 году  докторскую диссертацию на соискание учёной степени доктор юридических наук по теме: «Социально-правовые проблемы становления и развития системы военных судов в России». Н. А. Петухов являлся автором более двухсот научных работ, в том числе монографий таких как: «История военных судов России», «Военные суды в современном мире», «Социально-правовые проблемы становления и развития системы военных судов в России» и «Осуществление судебной власти в Вооруженных Силах», а так же участвовал в издании таких учебников как: «Уголовное право Российской Федерации. Преступления против военной службы» (М., 1999), «Судебная власть в России. История. Документы»: в 6 томах и «Уголовный процесс» (М., 2003), «Российское уголовное право»: в 2 томах (М., 2004).

## Высшие воинские звания
- Генерал-майор юстиции (18.02.1985)
- Генерал-лейтенант юстиции (1.11.1989)
- Генерал-полковник юстиции (19.04.1993)[6]

## Награды и звания
- Орден «За заслуги перед Отечеством» IV степени
- Орден Красной Звезды
- Орден «Знак Почёта»
- Заслуженный юрист Российской Федерации
- Мастер спорта СССР по пулевой стрельбе[1]
- Знак отличия «За безупречную службу» XXX лет (на георгиевской ленте) (2003)[7]